# 上许岑
上许岑是奥地利布尔根兰州上瓦特县的一个市镇。总面积44.38平方公里，总人口2341人，人口密度52.7人/平方公里（2010年）。